# 라운지랩
라운지랩은 2020년에 설립된 대한민국 로봇기업이다. 라운지랩은 인공지능, 로보틱스 기술을 우리의 일상에 적용시키고 있는 서비스 로봇 스타트업이다. 푸드 리테일 시장부터 우리의 일상 공간까지 다양한 무인화 기술을 연구하고 있다. “회사의 가치보다는 제품과 서비스의 가치에 집중하고, 책상이 아닌 현장에서 기술을 개발한다”, “모두를 위한 일상의 기술을 발명하는데 집중한다”는 기업 이념을 실천하고 있다. 로보틱스 모션 제어 기술, 인공지능 기반의 카메라 비전 기술 등 핵심 기술을 보유하고 있다.
라운지랩은 현재 로봇 바리스타 협업 카페 ‘라운지엑스(LOUNGE’X)’, 국내 최초의 협동로봇 아이스크림 스토어 ‘브라운바나’ 등을 운영하고 있다.
라운지엑스에 투입되고 있는 ‘바리스 핸드드립’ 기술은 숙련된 바리스타가 원두의 특성에 맞는 교반 방식을 연구하여 디자인한 고유의 드립 알고리즘을 바탕으로 핸드드립 커피를 제조한다. 클라우드에 저장된 시그니처 알고리즘은 시간과 지역에 관계없이 항상 동일한 커피 경험을 제공할 수 있다. 핸드드립 커피의 경우 바리스타에 따라 커피 맛이 달라지는 한계가 있지만, 바리스는 항상 일관된 커피 맛을 유지한다는 것이 장점이다. 바리스 로봇은 핸드드립의 과정을 대신 수행하여 바리스타에게 시간적 리소스를 제공한다. 따라서 바리스타는 고객과의 인간적인 교감을 나누고, 새로운 메뉴를 개발하는 창의적 활동에 더 많은 시간을 할애할 수 있다. 또한 바리스는 디스플레이를 통해 메뉴, 제조 과정, 브랜드 등을 소개할 수 있으며, ‘춤추기’, ‘인사하기’ 등 모션이 가능해, 고객과 소통하는 듯한 감각적인 즐거움을 제공한다.
바리스 에스프레소는 세계 최초로 회전형 레일 시스템을 접목한 에스프레소 커피 로봇이다. 효율성과 협업에 초점을 맞추어 매장의 바리스타와 협업할 수 있는 형태로 기획되었다.
돌아가는 레일 위에 빈 잔을 올려두면, 로봇이 빈잔에 에스프레소 샷을 추출해 다시금 레일에 올려 바리스타에게 전달하는 방식이다. 바리스타는 로봇이 전달하는 에스프레소를 이용하여 카페라떼, 아인슈페너 등 10가지 이상의 다른 음료를 제조할 수 있다. 로봇 바리스는 에스프레소 샷 추출의 역할을 대신해주기 때문에 주문이 몰리는 피크타임에 바리스타의 업무 부담을 상당 수 줄여줄 수 있어, 현장에서의 만족도가 높다. 바리스 브루는 사람의 도움 없이 음료 제조의 전 과정을 담당할 수 있는 자동화 로봇으로, 배달커피를 전담하여 제조하는 바리스타 로봇이다. 로봇 팔과 음료 디스펜서를 활용해 사람의 도움 없이 음료를 제조하고, 캔에 담아 밀봉해 고객에게 전달하는 과정을 자동화한다. 물과 얼음을 제외하고 커피원액, 우유 등 최대 3가지 원재료를 디스펜서를 통해 배분하여 콜드브루, 카페오레와 같은 혼합 음료를 제조한다.
아이스크림 로봇 ‘아리스(ARIS)’는 어린이들에게 상상력과 창의력을 자극할 수 있는 기술 경험을 주고 싶은 밀레니얼 맘&대디와 남들보다 빠르게 색다른 경험을 쫓는 MZ세대에게 뜨거운 반응을 얻고 있다. 정교한 품질의 아이스크림과 함께 로봇과 소통하는 듯한 이색 경험을 전달한다. 아리스는 다양한 모션과 캐릭터 페이스 디스플레이 기능으로 고객과 로봇 기술이 소통하는 인터랙티브 콘텐츠를 제공한다. 탑재된 디스플레이를 통해 각 모션 상황에 맞는 표정을 캐릭터 페이스 애니메이션으로 표현한다. 주문 시에 고객이 직접 자신의 이름을 입력하면, 아이스크림 제조 완료와 동시에 고객 이름이 화면에 띄워지며 주문 완료를 알리는 기능 또한 추가되어, 로봇과 소통하는 듯한 오감만족 체험이 가능한 곳이다.
라운지랩은 인공지능 기반 스마트 그리퍼 ‘그리퍼 X’도 개발하고 있다. ‘그리퍼 X’는 머신러닝 기술을 활용해 다양한 형태의 비정형 사물을 제어할 수 있는 스마트 그리퍼로, 산업 현장보다 다양한 외부요인이 존재하는 리테일 환경에 적합하도록 개발 중이다. 두산로보틱스와의 협력으로 협동 로봇 솔루션 사업을 강화하고 있으며, 울산과학기술원과 제휴해 로봇 서비스 공동 연구를 추진하고 있다.
라운지랩은 자율주행 로봇회사인 코봇, 오우야에스프레소바를 운영하는 엠비치오넴을 인수하면서 통합 서비스로봇회사로 성장하였고, 현재 주식회사 엑스와이지로 사명을 변경하였다고 한다.
2021년 로봇신문에 의해 '올해의 대한민국 로봇기업(Korea Robot Company of the Year 2021)'에 선정되었다.

1. ↑  “로봇신문 '2021 올해의 대한민국 로봇기업' 선정”. 2021년 12월 4일에 원본 문서에서 보존된 문서. 2021년 12월 4일에 확인함.